# Амбато
Амба́то (исп. Ambato / San Juan Bautista de Ambato) — город в Эквадоре, административный центр провинции Тунгурауа. Население — около 354 000 человек, что делает город девятым по численности населения в Эквадоре.

## История
На своём сегодняшнем месте Амбато был основан 8 декабря 1698 года. За историю своего существования город несколько раз разрушался землетрясениями, последний раз — 5 августа 1949 года.

## География и климат
Расположен в центральной части страны, на берегах реки Амбато, на высоте 2577 м над уровнем моря. Город лежит в глубокой долине Центральной Кордильеры Анд. Из Амбато хорошо видны снеговые шапки многих вулканов: Котопахи, Тунгурауа, Каригуарайсо и горы Чимборасо.
Климат в Амбато довольно тёплый, несмотря на высокогорное положение. Среднегодовые температуры составляют 13 — 15 °C, самые тёплые месяцы — ноябрь и декабрь.

## Экономика
Основу экономики составляет производство автомобильных кузовов и кожевенная промышленность. Развито также производство текстиля, продуктов питания, обуви.
Ежегодно в городе проходит Фестиваль фруктов и цветов в память о землетрясении, разрушившем Амбато в 1949 году.

## Транспорт
Амбато расположен на Панамериканском шоссе.

## Персоналии
- Баррера Вальверде, Альфонсо
- Вела Хервас, Бенигно Хуан
- Мера, Хуан Леон
- Мортенсен, Карлос
- Мисаэль Акоста Солис